# Prentice Women’s Hospital Building
Das Prentice Women’s Hospital Building war ein Gebäude des Northwestern Memorial Hospital der Northwestern University in Chicago. Das Gebäude wurde von 1972 bis 1975 nach Plänen des US-amerikanischen Architekten Bertrand Goldberg errichtet. Trotz internationaler Proteste von Denkmalschützern und Architekten wurde das Gebäude 2013 bis 2014 abgebrochen.

## Beschreibung
Das Gebäude bestand aus einem fünfgeschossigen rechteckigen Sockel, auf dem ein massiver neungeschossiger Turm ruht, der aus vier Ovalen gebildet war.

## Geschichte
Bertrand Goldberg begann die Arbeit an dem Entwurf des Gebäudes 1971, gebaut wurde von 1972 bis 1975. Zuständiger Ingenieur war William F. Baker. Dabei wurden bereits frühe CAD-Verfahren genutzt. Offiziell eröffnet wurde es am 10. Dezember 1975. Es war nach Abra Cantrill Prentice, einer Nachfahrin des Unternehmers John D. Rockefeller, benannt.
Das Gebäude wurde ab 2011 nicht mehr durch das Northwestern Memorial Hospital genutzt, ein Abrissantrag wurde gestellt. Nach einer Ablehnung einer Unterschutzstellung durch das lokale Denkmalschutzamt wurde es 2013 bis 2014 abgerissen. Zuvor gab es eine internationale Kampagne zum Erhalt des Gebäudes, die vom National Trust for Historic Preservation finanziert wurde. Unterstützt wurde die Kampagne von bekannten Architekten wie Robert Venturi, Tadao Andō, Jacques Herzog, Pierre de Meuron, Eduardo Souto de Moura, Frank Gehry, Denise Scott Brown sowie Bjarke Ingels.